# 청소년백서
청소년백서(靑少年白書)는 여성가족부가 발행하는 백서로서, 아직은 형법상 성인으로 취급될 나이가 되지 않은 사람을 위하여 발간되고 있다. 여성이나 가족 정책의 백서는 미발간중이다.

## 연혁
- 2021년 첫 번째? 청소년백서 발간.

## 같이 보기
- 백서
- 외교백서
- 국방백서
- 경제백서
- 통일백서
- 체육백서
- 환경백서
- 보건복지백서
- 해양수산백서
- 국토교통백서